# William Gastrell
Sir William Henry Houghton Gastrell CMG TD FRGS (24 de setembro de 1852 - 11 de abril de 1935) foi um parlamentar conservador por Lambeth North.
Ele foi membro do Conselho do Condado de Londres por St Pancras South de 1904 a 1907 para os Moderados, antecessores do Partido da Reforma Municipal. Ele anteriormente não teve sucesso em 1901.
Ele voltou a não ter sucesso sucesso em Lambeth North em 1906, ganhou a cadeira dos liberais em janeiro de 1910, ocupou-a em dezembro de 1910, mas perdeu-a novamente para os liberais em 1918.